# Confederação Caribenha e Latino-Americana de Estudantes de Agronomia
A Confederação Caribenha e Latino-Americana de Estudantes de Agronomia - CONCLAEA é uma entidade estudantil que é responsável pela articulação dos estudantes de agronomia do Caribe e América Latina. 
É representativa das Federações, Associações ou demais instrumentos organizativos de estudantes de agronomia, de caráter nacional na América Latina e Caribe. Tem como objetivos a constante comunicação entre os estudantes de agronomia, assim como a articulação de ações conjuntas visando melhorias na qualidade de ensino, mantendo-o público e gratuito, além de outras frentes como a construção de alternativas ao agronegócio, preservação ambiental, soberania nacional dos países que à compõem, entre outras.